# Clyde De Vinna
Clyde De Vinna (13. juli 1890 – 26. juni 1953) var en amerikansk filmfotograf. Han vandt en Oscar for bedste fotografering for The White Shadows in the South Seas i 1930.
Da Vinna var fotograf på over 120 film- og tv-projekter fra 1916 til 1953. Han dimitterede fra University of Arkansas og begyndte sin karriere, da han begyndte at arbejde for Inceville studios i 1915 som første kameramand. I 1916 filmede han The Raiders, der var den første film, der blev produceret hos selskabet, der senere blev MGM. Da Vinna kunne bedst lide at filme on location i modsætning til optagelser i studier. 

## Ekstern henvisning
- Clyde De Vinna på Internet Movie Database (engelsk)
- Clyde De Vinna på Filmdatabasen
- Clyde De Vinna på Scope
- Clyde De Vinna på Svensk Filmdatabas (svensk)
- Clyde De Vinna på AlloCiné (fransk)
- Clyde De Vinna på AllMovie (engelsk)
- Clyde De Vinna på The Movie Database (engelsk)

| Priser                                                                      | Priser                                                                         | Priser                                                                                 |
| --------------------------------------------------------------------------- | ------------------------------------------------------------------------------ | -------------------------------------------------------------------------------------- |
| Foregående: Karl Struss og Charles Rosher for Sunrise: A song of two humans | Oscar for bedste fotografering 1928/29 for The white shadows in the south seas | Efterfølgende: Joseph T. Rucker og Willard van der Veer for The Byrd at the South Pole |